# Liste von Bergen und Erhebungen in Belgien
Folgend eine Auflistung bekannter Berge und Erhebungen in Belgien (Auswahl).
| Name des Berges | Höhe in m | Gebirgsmassiv          | Provinz      |
| --------------- | --------- | ---------------------- | ------------ |
| Botrange        | 694       |                        |              |
| Weißer Stein    | 693       |                        |              |
| Baraque Michel  | 675       |                        |              |
| Steling         | 658       |                        |              |
| Hochtumsknopf   | 510       |                        |              |
| Vaalserberg     | 324       | Dreiländereck DE NL BE | Lüttich      |
| Kemmelberg      | 159       |                        | Westflandern |

- Karte mit allen verlinkten Seiten:
- OSM |
- WikiMap